# الیزابت بایدو
الیزابت بایدو (انگلیسی: Elizabeth Baidu؛ زادهٔ ۲۸ آوریل ۱۹۷۸) بازیکن فوتبال اهل غنا است.
وی همچنین در تیم ملی فوتبال زنان غنا بازی کرده‌است.